# Substrato del sánscrito védico
El substrato del sánscrito védico se refiere al substrato lingüístico presente en el sánscrito védico. El sánsrito védico habría llegado a la India durante el II milenio a. C. y en sus documentos podemos notar una serie de características lingüísticas que son ajenas a la mayoría de las demás lenguas indoeuropeas. Ejemplos destacados incluyen: fonológicamente, la introducción de consonantes retroflejas, que alternan con dentales, y morfológicamente, la formación de gerundios.
Algunos indoeuropeistas atribuyen estas características, así como la presencia de vocabulario no indoeuropeo, a un substrato local de idiomas encontrados por los pueblos indoarios en Asia Central (Bactria-Margiana) y dentro del subcontinente indio durante las migraciones indoarias, incluidos los lenguas dravídicas. Los estudiosos han afirmado identificar un cuerpo sustancial de préstamos lingüísticos en los textos indios más antiguos, incluyendo evidencia de elementos no indoarios (como -s- después de -u- en el busa del Rigveda). Mientras que algunos préstamos postulados provienen de dravídico y otras formas son rastreables a munda: 78  o al proto-burushaski, la mayoría no tiene una base probada en ninguna de las familias conocidas, lo que sugiere una fuente en uno o más idiomas perdidos. El descubrimiento de que algunas palabras consideradas préstamos de una de estas fuentes perdidas también se habían preservado en los primeros textos avésticos antiguos y en el tocario, convenció a Michael Witzel y Alexander Lubotsky de que la fuente se encontraba en Asia Central y podría estar asociada con el Complejo arqueológico de Bactria-Margiana (BMAC). Otro idioma perdido es el de la civilización del valle del Indo, que Witzel inicialmente denominó Para-Munda, pero más tarde identificó como el substrato Kubhā-Vipāś.

## Fonología
Tomando la misma región donde se habló el sánscrito védico, los fonemas retroflejos están presentes actualmente en el burushaski, las lenguas nuristaníes, las dravídicas y las munda. Y, de hecho, se han reconstruido dichos fonemas para el proto-burushaski, el proto-dravídico y (en menor medida) para el proto-munda, y son claramente una característica areal del subcontinente indio. No son reconstruibles ni para el protoindoeuropeo, ni para el protoindoiranio y tampoco se encuentran en los préstamos indoiranios de los mitanni.
La adopción de este rasgo fonológico por parte del indoario temprano no es sorprendente, pero no permite identificar claramente al idioma o idiomas donantes. Dado que la adopción de una serie retrofleja no afecta el metro poético, es imposible determinar si ocurrió antes de las primeras porciones del Rigveda o si ya era parte del indoario cuando se componían los versos rigvédicos; sin embargo, es seguro que en la época de la redacción literaria del Rigveda (ca. 500 a. C.), la serie retrofleja ya formaba parte de la fonología del sánscrito. Hay una clara predominancia de retroflexión en el noroeste (nuristaníes, dárdicas, jotanés saka, burushaski), que afecta a africadas, sibilantes e incluso vocales (en kalasha), en comparación con otras partes del subcontinente. Se ha sugerido que esto apunta a un origen regional, noroeste, del fenómeno en el sánscrito rigvédico. Bertil Tikkanen está abierto a la idea de que varios desarrollos sintácticos en el indoario podrían haber sido resultado de un adstrato en lugar de influencias de un substrato.: 80–82  Sin embargo, Tikkanen afirma que "dada la estricta implicación areal de la retroflexión y la aparición de sonidos retroflejos en muchos préstamos tempranos, es poco probable que la retroflexión indoaria surgiera en una región que no tuviera un substrato con consonantes retroflejas".
No solo el desarrollo tipológico del indoario antiguo al medio, sino incluso el desarrollo fonológico del prevédico al védico (incluyendo la forma más antigua atestiguada en el Rigveda) se ha considerado sugerente de influencia dravídica. Sin embargo, Hock argumenta que el dravídico no debería considerarse significativo, sino que la retroflexión es, más bien, el resultado de características areales que atraviesan las fronteras lingüísticas en el noroeste del subcontinente indio y se extienden hasta Asia Central.

## Vocabulario
En 1955, Thomas Burrow enumeró unas 500 palabras en sánscrito que consideró préstamos de lenguas no indoeuropeas. Señaló que en la forma más antigua del idioma, estas palabras son comparativamente pocas, pero se vuelven progresivamente más numerosas. Aunque mencionó la probabilidad de que una fuente fueran lenguas indias extinguidas por el avance del indoeuropeo, se concentró en encontrar préstamos del dravídico. F B J Kuiper identificó 383 palabras específicamente del Rigveda como no indoiranias, lo que representa aproximadamente el 4% de su vocabulario. Oberlies prefiere considerar entre 344 y 358 palabras "seguras" no indoeuropeas en el Rigveda. Incluso si se restan todos los nombres locales no indoiranios de personas y lugares de la lista de Kuiper, aún quedan entre 211 y 250 palabras "extranjeras", alrededor del 2% del vocabulario total del Rigveda.
Estos préstamos cubren flora y fauna locales, agricultura y artesanía, términos relacionados con el aseo, la vestimenta y el hogar. El baile y la música son particularmente prominentes, y hay algunos elementos relacionados con la religión y las creencias. Reflejan únicamente la vida en los pueblos y no la compleja civilización de las ciudades del Indo, encajando en un marco temporal posterior a Harappa. En particular, las palabras indoiranias para plantas provienen en gran parte de otras familias lingüísticas, especialmente de lenguas sustrato ahora desaparecidas.
Mayrhofer identificó un idioma con "prefijos" como la fuente de muchas palabras no indoeuropeas en el Rigveda, basado en prefijos recurrentes como ka- o ki-, que Michael Witzel ha comparado con el prefijo k- del munda para designar personas, y con el prefijo plural ki observado en el khasi, aunque señala que en el védico, k- también se aplica a elementos meramente relacionados con humanos y animales.: 12  Ejemplos incluyen:
काकम्बीर kākambīra, un cierto árbol
ककर्दु kakardu, "palo de madera"
कपर्दिन् kapardin, "con un nudo de cabello"
कर्पास karpāsa, "algodón"
कवन्ध kavandha, "barril"
कवष kavaṣa, "de piernas arqueadas"
किलास kilāsa, "manchado, leproso"
किमीद kimīda, "un demonio", cf. शिमिदा śimidā "una demonio"
कीनाश kīnāśa, "labrador"
कियम्बु kiyāmbu, una planta acuática
कुलाय kulāya, "nido"
कुलिश kuliśa, "hacha"
कुमार kumāra, "niño"
कुलुङ्ग kuluṅga, "antílope"
कुरुङ्ग Kuruṅga, nombre de un jefe de los Turvaśa.
Witzel señala que estas palabras abarcan toda la vida en los pueblos locales. Considera que fueron extraídas de la lengua perdida de la civilización del Indo septentrional y sus predecesores neolíticos. Dado que abundan los prefijos similares al austroasiático, inicialmente optó por llamarla para-munda, pero posteriormente la denominó sustrato Kubhā-Vipāś.
El indoeuropeísta e indólogo Thieme ha cuestionado las etimologías dravídicas propuestas para palabras védicas, de las cuales da etimologías indoiranias o sánscritas para la mayoría, y ha condenado lo que caracteriza como un "exceso de celo" en la búsqueda de préstamos dravídicos en el sánscrito. Das, sin descartar la posibilidad de elementos extranjeros en el védico, sostuvo que, no obstante, "no hay un solo caso" en el que se haya encontrado una communis opinio que confirme el origen extranjero de una palabra del Rigveda. Kuiper respondió a esa afirmación, sobre lo que luego comentó Das. Burrow, a su vez, criticó el "recurso a reconstrucciones tortuosas para encontrar, de cualquier manera, explicaciones indoeuropeas para palabras sánscritas". Kuiper razona que, dada la abundancia de material comparativo indoeuropeo –y la escasez de material dravídico o munda–, la incapacidad de confirmar claramente si la etimología de una palabra védica es indoeuropea implica que no lo es.: 86–88 

## Idiomas donantes perdidos
Colin Masica no pudo encontrar etimologías provenientes del indoeuropeo, dravídico o munda, ni como préstamos del persa, para el 31 % de los términos agrícolas y de flora en hindi. Propuso un origen en un idioma desconocido denominado "X". Southworth también señala que los términos de flora no provienen del dravídico, ni del munda. Encontró solo cinco términos compartidos con el munda, lo que lo llevó a sugerir que "se debe asumir la presencia de otros grupos étnicos, hablando otros idiomas, para el período en cuestión".

### Idioma del complejo arqueológico de Bactria-Margiana (BMAC)
Los términos tomados prestados de un idioma desconocido incluyen aquellos relacionados con el cultivo de cereales y la fabricación de pan (pan, reja de arado, semilla, gavilla, levadura), sistemas hidráulicos (canal, pozo), arquitectura (ladrillo, casa, pilar, clavija de madera), herramientas o armas (hacha, garrote), textiles y prendas de vestir (manto, tela, prenda burda, dobladillo, aguja de coser), y plantas (cáñamo, mostaza, planta de soma). Lubotsky señaló que la similitud fonológica y morfológica de 55 palabras prestadas en iranio y en sánscrito indica que ambas comparten un sustrato común, o quizás dos dialectos del mismo sustrato. Concluye que el idioma del BMAC de la población de las ciudades de Asia Central (donde los indoiranios deben haber llegado en el segundo milenio a. C.) y el idioma hablado en el Panyab (véase idioma harapano más abajo) estaban íntimamente relacionados. Sin embargo, la interpretación predominante es que el idioma harapano no está relacionado, y que las 55 palabras prestadas ingresaron al protoindoiranio durante su desarrollo en la cultura Sintashta en contacto distante con el complejo arqueológico Bactria-Margiana, y luego muchas más palabras con el mismo origen enriquecieron el antiguo indicio a medida que se desarrollaba entre los pastores que se integraron y posiblemente gobernaron sobre el BMAC en declive.
Ejemplos:
BMAC *anću 'planta soma (efedra)’ → Skt. aṃśú-; Av. ąsu-
BMAC *atʰr̥ → Skt. átharvan 'sacerdote', Av. āθrauuan-/aθaurun- 'id.', Pehleví āsrōn; Toch. A atär, B etre 'héroe'
BMAC *bʰiš- 'curar' → Skt. bhiṣáj- m. 'médico'; LAv. bišaziia- 'curar'
BMAC *dr̥ća → Skt. dūrśa- 'prenda burda'; Wakhi δirs 'lana de cabra o yak', Shughni δox̆c 'pelo corporal; tela burda'
BMAC *gandʰ/t- → Skt. gandhá-; LAv. gaiṇti- 'olor'
BMAC *gandʰ(a)rw- 'bestia mítica' → Skt. gandharvá-; LAv. gaṇdərəβa-
BMAC *indra nombre teónimo → Skt. Índra; LAv. Iṇdra nombre de daeva
BMAC *išt(i) 'ladrillo' → Skt. íṣṭakā- f. (VS+); LAv. ištiia- n., OP išti- f., Pers. xešt; Toch. B iścem 'arcilla'
BMAC *ǰaǰʰa/uka 'erizo' → Skt. jáhakā; LAv. dužuka-, Bal. ǰaǰuk, Pers. žūža
BMAC *jawījā 'canal, canal de irrigación' → Skt. yavīyā-; OP yauwiyā-, Pers. ju(y)
BMAC *k/ćan- 'cáñamo' → Skt. śaṇa; MP šan, Khot. kaṃha, Oss. gæn(æ)
BMAC *majūkʰa 'clavija de madera' → Skt. mayūkha-; OP mayūxa- 'perilla de puerta', Pers. mix 'clavija, clavo'
BMAC *nagna → Skt. nagnáhu- (AVP+) m. 'levadura'; Sogd. nɣny, Pashto naɣan, Pers. nān 'pan'
BMAC *sćāga ~ sćaga 'macho cabrío' → Skt. chāga-; Oss. sæǧ(æ), Wakhi čəɣ 'cabrito'
BMAC *sikatā 'arena, grava' → Skt. sikatā-; OP θikā 'arena', Khot. siyatā, Sogd. budista šykth
BMAC *sinšap- 'mostaza' → Skt. sarṣapa; Khot. śśaśvāna, Parth. šyfš-d'n, Sodg. šywšp-δn, Pers. sipan-dān 'semilla de mostaza'
BMAC *(s)pʰāra 'reja de arado' → Skt. phāla-; Pers. supār
BMAC *sūčī 'aguja' → Skt. sūćī; LAv. sūkā-, MP sozan, Oss. sūʒīn ~ soʒīnæ
BMAC *šwaipa 'cola' → Skt. śépa-, Prákrito cheppā-; LAv. xšuuaēpā-
BMAC *(H)uštra 'camello' → Skt. úṣṭra-; Av. uštra-, Pers. šotor

### Idioma harapano
Witzel inicialmente utilizó el término "para-munda" para denotar un idioma hipotético relacionado pero no ancestral de las lenguas munda modernas, al que identificó como "harapano", el idioma de la civilización del valle del Indo. Para evitar confusiones con las lenguas munda, más tarde optó por el término "sustrato Kubhā-Vipāś". Argumenta que el Rigveda muestra signos de esta hipotética influencia harapana en su nivel más temprano, y del dravídico solo en niveles posteriores, lo que sugiere que los hablantes del harapano eran los habitantes originales del Panyab y que los indoeuropeos encontraron a los puebos dravídicos no antes de la mitad de los tiempos del Rigveda. Bhadriraju Krishnamurti considera que la evidencia es demasiado escasa para esta propuesta. Con respecto a la metodología de Witzel, al afirmar los orígenes Para-Munda, B. Krishnamurti señala: 

El principal defecto en el argumento de Witzel es su incapacidad para mostrar un gran número de palabras completas y no analizadas del munda tomadas prestadas en la primera fase del Ṛgveda... Hubiera sido mejor si [Witzel] hubiera dicho que no conocemos la verdadera fuente de unas 300 palabras tomadas prestadas tempranamente en el Ṛgveda.

Sin embargo, esta declaración confunde el proto-munda con el para-munda y descuida las varias centenas de "palabras completas y no analizadas" de un idioma con prefijos, aducidas por Kuiper y Witzel.